# Dolichoneura nigrinotata
Dolichoneura nigrinotata är en fjärilsart som beskrevs av W. Warren 1906. Dolichoneura nigrinotata ingår i släktet Dolichoneura och familjen mätare. Inga underarter finns listade i Catalogue of Life.